# Presque Isle State Park

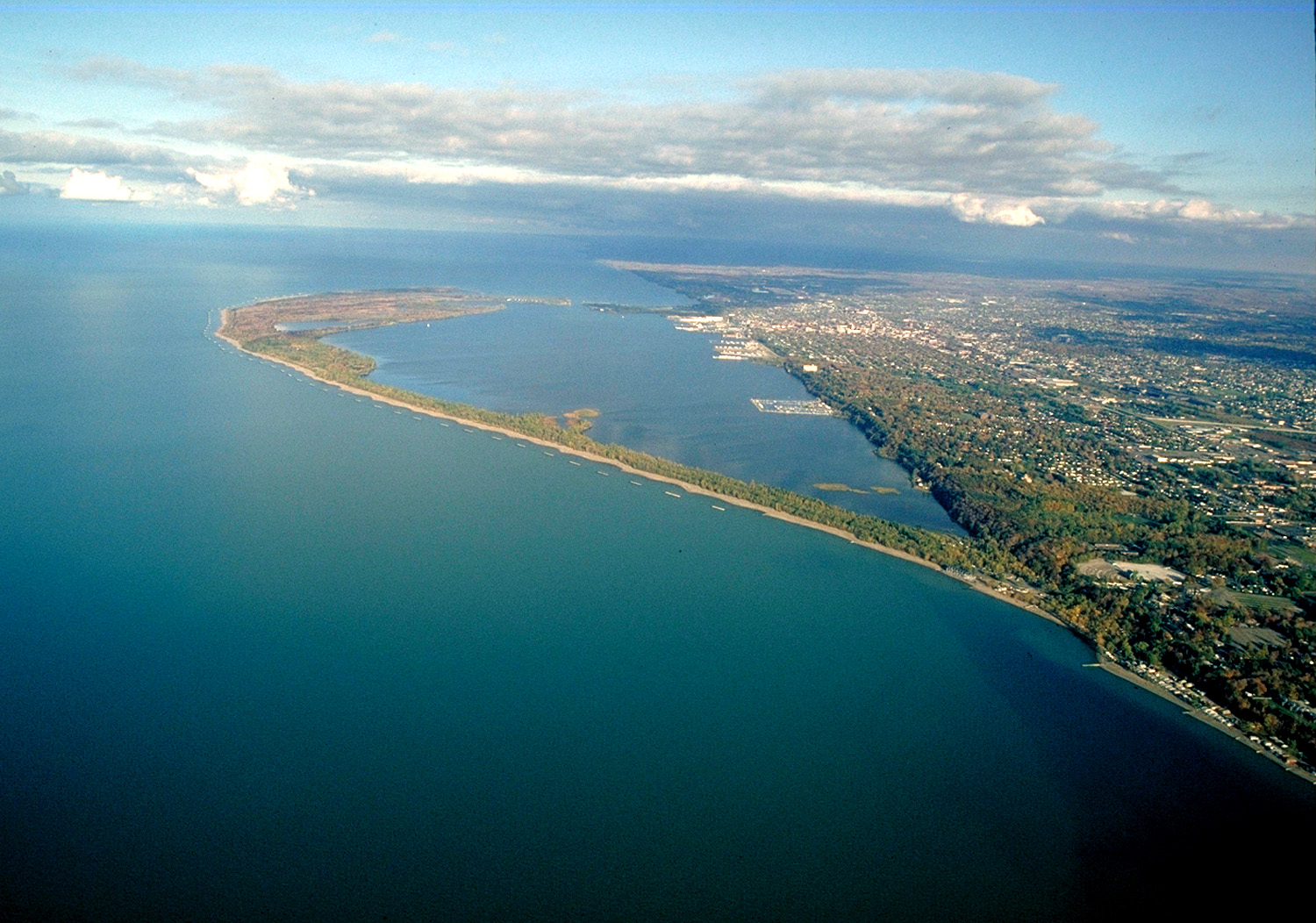
Luchtfoto van Presque Isle vanaf het zuidwesten

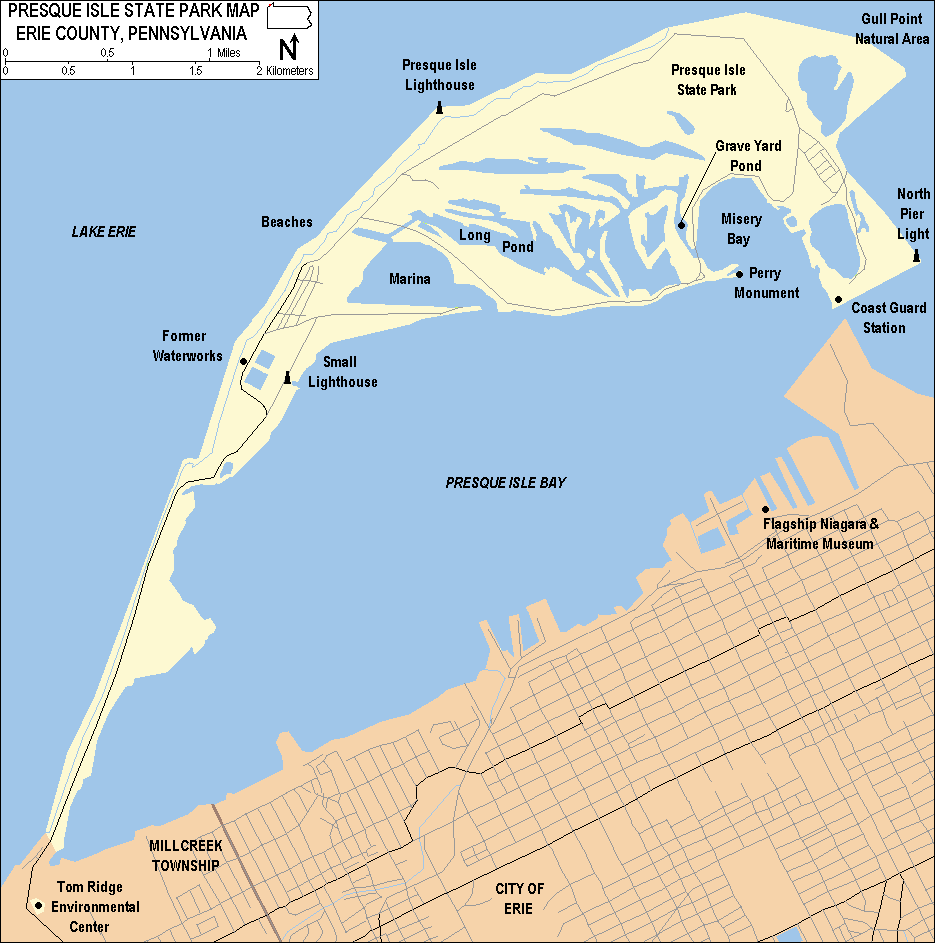
Detailkaart

Presque Isle State Park is een 1259-hectare groot staatspark op een schiereiland in Lake Erie, voor de kust van de Amerikaanse stad Erie (Pennsylvania). Het schiereiland Presque Isle (van het Franse presqu'île, 'schiereiland') is een zanderige boog die ten westen van Erie aan het vasteland hangt. Ze omgeeft de Presque Isle Bay.
Het schiereiland ligt op een morene uit het Late Wisconsinglaciaal. De natuurkrachten werken nog steeds in op het schiereiland en het park telt verschillende ecologische gebieden die de werking van ecologische successie blootleggen.
Het staatspark, met 21 km wegen, 34 km paden, dertien zwemstranden en een jachthaven, ontvangt jaarlijks enkele miljoenen bezoekers. Daarmee is Presque Isle het meest bezochte staatspark van Pennsylvania. Het is niet alleen een populaire bestemming voor wandelaars, fietsers en watersporters, maar ook voor vogelaars. In het Gull Point State Park Natural Area zijn de dieren beschermd. Presque Isle State Park is sinds 1967 erkend als National Historic Landmark.